# Primærrute 11
Primærrute 11 är en cirka 349 km lång väg (primærrute) i Danmark. Den börjar i Sæd vid gränsen mot Tyskland. På den tyska sidan av gränsen bär vägen namnet Bundesstrasse 5. Vägen går längs Danmarks väst- och till viss del nordkust ungefär 10-20 kilometer från kusten. Längs större delen av sträckan trafikeras den av ungefär 5 000 fordon per dygn, med tätare trafik vid större städer som Esbjerg och Ålborg.